# Яблуницька сільська рада (Яремче)
Яблуницька сільська́ ра́да — орган місцевого самоврядування у складі Яремчанської міської ради Івано-Франківської області. Адміністративний центр — село Яблуниця.
Попередній Голова - Заяць Святослав Володимирович 2000-2009

## Загальні відомості
- Територія ради: 4,496 км²
- Населення ради: 2 407 осіб (станом на 2001 рік)

## Населені пункти
Сільській раді підпорядковані населені пункти:
- с. Яблуниця
- с. Вороненко

## Склад ради
Рада складається з 16 депутатів та голови.
- «Попередній Голова ради:» Заяць Святослав Володимирович 1999-2009
- «Голова ради:» Тимофій Василь Васильович 2009-дійсний

### Депутати
За результатами місцевих виборів 2010 року депутатами ради стали:

#### За суб'єктами висування
| Суб'єкт висування | Кількість обраних депутатів | %   |
| ----------------- | --------------------------- | --- |
| Самовисування     | 16                          | 100 |

#### За округами
| № округу | Прізвище, ім'я, по батькові   | Дата визнання обраним | Освіта                    | Партійна приналежність                | Відомості про обраного депутата               |
| -------- | ----------------------------- | --------------------- | ------------------------- | ------------------------------------- | --------------------------------------------- |
| 1        | Москаль Юрій Васильович       | 02.11.2010            | Освіта середня спеціальна | позапартійний                         | кафе «Трембіта», підприємець                  |
| 2        | Марійчин Андрій Андрійович    | 02.11.2010            | Освіта вища               | позапартійний                         | приватне підприємство                         |
| 3        | Поляк Назарій Васильович      | 02.11.2010            | Освіта вища               | член Політичної партії «Наша Україна» | відділ освіти м. Яремче, механік              |
| 4        | Личковський Василь Васильович | 02.11.2010            | Освіта середня спеціальна | позапартійний                         | тимчасово не працює                           |
| 5        | Павлюк Марія Василівна        | 02.11.2010            | Освіта середня спеціальна | позапартійна                          | ПВФК «Калина», бухгалтер                      |
| 6        | Ільчук Марія Степанівна       | 02.11.2010            | Освіта середня спеціальна | позапартійна                          | приватне підприємство                         |
| 7        | Молдавчук Василь Ігорович     | 02.11.2010            | Освіта середня спеціальна | позапартійний                         | договірні роботи                              |
| 8        | Драпак Ганна Юріївна          | 02.11.2010            | Освіта вища               | позапартійна                          | Яблуницька сільська рада, секретар            |
| 9        | Бербенчук Орина Іванівна      | 02.11.2010            | Освіта середня спеціальна | позапартійна                          | Яблуницька сільська рада, спеціаліст          |
| 10       | Онуфрич Юрій Іванович         | 02.11.2010            | Освіта середня            | позапартійний                         | Львівська залізниця, стрілець                 |
| 11       | Личковський Руслан Іванович   | 02.11.2010            | Освіта середня            | позапартійний                         | ГФСК «Динамо», технік                         |
| 12       | Димовська Ганна Іванівна      | 02.11.2010            | Освіта середня спеціальна | позапартійна                          | тимчасово не працює                           |
| 13       | Філяк Марія Іванівна          | 02.11.2010            | Освіта середня спеціальна | позапартійна                          | тимчасово не працює                           |
| 14       | Грибович Лідія Іванівна       | 02.11.2010            | Освіта вища               | позапартійна                          | Вороненківська загальноосвітня школа, вчитель |
| 15       | Мочерняк Михайло Михайлович   | 02.11.2010            | Освіта середня спеціальна | позапартійний                         | Львівська залізниця, монтер                   |
| 16       | Бойчук Михайло Михайлович     | 02.11.2010            | Освіта середня спеціальна | позапартійний                         | Львівська залізниця, стрілець                 |